# الجبل الثلجي (نيويورك)
الجبل الثلجي، هو جبل يقع في مقاطعة هاميلتون بنيويورك. تُعرف في البداية باسم «محاربة بونه» وهي أعلى نقطة في المقاطعة. بينما تُظهر معظم الخرائط الارتفاع بـ 3899 قدمًا، يقترح البعض أن الاستطلاعات الحديثة تصل إلى 3904 قدمًا أو حتى 3908 قدمًا.
الجبل هو الأعلى في جبال آديرونداك جنوب 4,000 قدم (1,200 م)منطقة القمم العالية. إنه واحد من ثلاثة عشر جبلًا في نيويورك مع أكثر من 2,000 قدم (610 م) من البروز الطبوغرافي. يحد الجبل الثلجي إلى الشمال الشرقي (3239 قدمًا) وإلى الجنوب الغربي من قبل جبل ليوي (3742 قدمًا).تأتي سلسلة من التلال الفرعية من القمة إلى الشرق وتنتهي عند القمة 3149' (3149 قدمًا)والتي تشكل رأس وعاء كبير يطل على مصرف جريفين بروك.
يقع الجبل الثلجي داخل مستجمعات المياه لنهر هدسون، الذي يصب في خليج نيويورك.يصب الطرف الجنوبي من الجانب الشمالي الغربي من الجبل الثلجي في ليتل سكواو بروك، ومن هناك إلى نهر سيدار، ونهر هدسون. يصب الجانب الشمالي من الجبل في سكواو بروك، ومن هناك إلى البحيرية الهندية، وبحيرة أباناكي، والنهر الهندي، ونهر هدسون. يصب الطرف الشمالي الشرقي من الجبل الثلجي إلى بيفر بروك، ومن ثم إلى لاك الهندية.تصب المنحدرات الجنوبية الشرقية لجبل الثلجي في البحيرة الهندية عبر بروك فوركس وبروك ويلو وبروك فولز.
إنه موقع محطة مراقبة حريق الجبل الثلجي التي تم ترميمها مؤخرًا، أي «برج النار» المُدرج في السجل الوطني للأماكن التاريخية في عام 2001. في عام 1909، بعد حرائق الغابات الكارثية في عامي 1903 و 1908، بدأت ولاية نيويورك في إقامة أبراج مراقبة على قمم ذات مواقع إستراتيجية، مثل الجبل الثلجي كجزء من برنامج شامل لإخماد حرائق الغابات لجبال آديرونداك. في ذلك العام، تم بناء برج خشبي بارتفاع 15 قدمًا ومقصورة خشبية صغيرة على قمة الجبل الثلجي. تم ربط خط هاتف من البرج إلى قرية إنديان ليك، على مسافة 11 ميلاً ونصف. عند رؤية الدخان، كان المراقب يستدعي موقع حريق الغابة المشتبه به. مع التقارير الواردة من المراقبين على الجبال المجاورة الأخرى، يمكن حساب الموقع الدقيق للحريق عن طريق التثليث وإرسال أطقم إخماد الحرائق على وجه السرعة. في عام 1917، حل برج فولاذي بارتفاع 22 قدمًا محل برج السجل. في عام 1933، تم رفع البرج الفولاذي بمقدار 33 قدمًا حتى يتمكن المراقبون من رؤية الأشجار المحيطة (يجب أن يفترض المرء أن فيربلانك كولفين ورجاله قاموا بتطهير قمة معظم، إن لم يكن كل، الأشجار في عام 1872 لمشاهدة التثليث إلى قمم بعيدة خلال آديرونداك استبيان).في عام 1971، تم إغلاق برج النار الجبل الثلجي عندما قررت ان يو اس أنه غير ضروري لحماية أديرونداك بارك من حرائق الغابات (يمكن للطائرات القيام بالمهمة على قدم المساواة). بعد عدة سنوات (كان هناك في عام1986لكنه ذهب في عام 2006)، تمت إزالة مقصورة المراقب.
نظرًا لارتفاعه المرتفع وبرج النار الذي تم ترميمه، يعد الجبل الثلجي وجهة مشهورة للمشي لمسافات طويلة. بينما تستغرق الرحلة ما يقرب من ثمانية أميال سيرًا على الأقدام وتتضمن أكثر من 2000 قدم من الارتفاع، يجد الكثيرون أن مناظرها تستحق العناء.
في حين أن تاريخ صعود هذه القمة غير مكتمل بالتأكيد، إلا أن هذا معروف كثيرًا: يقال إن أول صعود معروف كان في عام1771بواسطة أرشيبالد كامبل، مساح من ألباني، نيويورك.في ذلك العام، كان جوزيف توتن وستيفن كروسفيلد يتفاوضان على شراء قطعة أرض ضخمة من موهوك نيشن (اتحاد الأمة الستة)لإدوارد وإيبينيزر جيسوب اللذين كان لهما تأثير كبير مع السير ويليام جونسون، وحاكم نيويورك دنمور والجنرال تريون.يمكن للمرء أن يتخيل أنه تم إرسال كامبل إلى المنطقة لمعرفة شيء ما حول ما تم شراؤه. تسلقها فيربلانك كولفين وطاقمه في4أغسطس1872لإجراء مسح آديرونداك. صعد ميلز بليك، مساعد كولفين، وطاقمه مرة أخرى بعد عشر سنوات في7نوفمبر1882لإكمال بعض المثلثات مرة أخرى لمسح أديرونداك. قد يتساءل المرء عن خط سير الرحلة لأنهم كانوا مرة أخرى في القمة يومي9 و 10 نوفمبر نظرًا لنهج الأربعة أميال، يبدو من المرجح أن طاقم المسح انطلق في القمة على الأقل خلال اليومين الماضيين. هناك بعض التكهنات بأن كولفين ربما كان من بين المجموعة في التاسع. على الرغم من أن هذا ليس «فصل الشتاء» من الناحية الفنية، إلا أن البعض يعتبر أن هذا هو أول صعود «شتاء» معروف. قام كولفين بصعوده الثاني (ربما الثالث) من هذه الذروة في 22 يونيو 1885 عندما كان بالتأكيد يتنقل على القمة.
لا يُعرف متى تم إنشاء مسار المشي لمسافات طويلة، ولكن يمكن للمرء أن يتخيل أنه ربما كان موجودًا قبل برج النار في عام1909.
تسلق الجبال في جبل الثلجي في منتصف التسعينيات، زار نيل كنيتل وجوناس موريلي القمة التي حاولت السير على الجانب الأيسر من جرف القمة.لم يعودوا أبدًا لإكمال طريقهم لأنه«كان بعيدًا جدًا وهناك أشياء أخرى يجب القيام بها» في عام2002، دون علم بعضهما البعض، بدأ الطرفان العمل في طرق التسلق في واي ماونتن: كارل سويشر، سيد بيركنز، إد بالين وبوب ستارينسكي.بحلول عام2008 تم إنشاء سبعة مسارات عالية الجودة.جميعها عبارة عن تسلق وجه محمي بالمسامير على صخرة مميزة للغاية.
في الجزء العلوي من تصريف جريفين بروك باتجاه القمة 3149، تقع صخور الجبل الثلجي، وهي مجموعة فريدة من الصخور تضم أكبر مجموعة من التغرات في منتزه أديرونداك. لاحظ ديف بوزيلي هذه المنطقة الصخرية الفريدة في البداية في عام 2003 أثناء اقترابه من الشرائح في 3149 منتزه للتزلج. تم طرح أكثر من 40 مشكلة في الصخور هنا منذ عام 2006.